# Boletzkyola knudseni
Boletzkyola knudseni is een inktvissensoort uit de familie van de Sepiolidae. De wetenschappelijke naam van de soort werd voor het eerst geldig gepubliceerd in 1984 door Adam als Sepiola knudseni.